# Torneo Pre-Temporada LBM
El torneo denominado "Por Ti", fue anunciado el 29 de julio de 2020, será un certamen de fútbol que servirá como preparación para los equipos en cara al comienzo del torneo 2020-21 de la Liga de Balompié Mexicano, este se llevara a cabo los días 8 al 10 de octubre de 2020, el certamen contara con 18 participantes divididos en 3 sedes en las ciudades de Guadalajara, Los Cabos y la Ciudad de México.

## Formato de Competición
Los 18 equipos participantes son divididos en 3 grupos de 6 equipos. Cada grupo se juega en una sede distinta, que fue elegida por la zona geográfica de cada equipo.

### Sistema de Puntuación
Cada grupo se jugara en un formato de Todos contra todos, enfrentando solo en una ocasión a cada rival de grupo, los puntos se otorgaran según el resultado de cada enfrenamiento:
- Victoria: 3 puntos
- Empate: 1 punto
- Derrota: 0 puntos

El orden de cada equipo se define por la suma de puntos de cada uno, acomodados de mayor a menor cantidad de puntos, en caso de que 2 o más equipos posean la misma cantidad de puntos, su posición se definirá a partir de los siguientes criterios:
1. Mejor diferencia entre los goles a favor y en contra
2. Mayor número de goles a favor
3. Resultado de enfrentamiento directo
4. Menor número de tarjetas rojas
5. Menor número de tarjetas amarillas
6. Sorteo

## Sedes
| Zapopan           | Los Cabos        | Ciudad de México             |
| ----------------- | ---------------- | ---------------------------- |
| Grupo A           | Grupo B          | Grupo C                      |
| Tres de Marzo     | Don Koll         | Estadio Azul (Por confirmar) |
| Capacidad: 18,750 | Capacidad: 3,500 | Capacidad: 36,000            |
|                   |                  |                              |

## Participantes
La totalidad de los clubes de la primera división de la Liga de Balompié Mexicano participaran en este torneo.

* En Cursiva los equipos considerados como Anfitriones.
| Equipos participantes | Equipos participantes | Equipos participantes | Equipos participantes |
| --------------------- | --------------------- | --------------------- | --------------------- |
| Acapulco              | Acaxees               | Atlético Capitalino   | Atlético Ensenada     |
| Atlético Jalisco      | Atlético Veracruz     | Chapulineros          | Tiburón CVF           |
| San José              | Furia Roja            | Halcones              | Industriales          |
| Jaguares              | Leones Dorados        | Lobos Zacatepec       |                       |
| Morelos               | Neza                  | Los Cabos             |                       |

## Fase de grupos
Aun no hay calendario oficial para los partidos.

### Grupo A
Los partidos de este grupo se disputaran en Guadalajara en el Estadio Tres de Marzo.
| Equipo       | Pts. | PJ | PG | PE | PP | GF | GC | Dif. |
| ------------ | ---- | -- | -- | -- | -- | -- | -- | ---- |
| Furia Roja   | 0    | 0  | 0  | 0  | 0  | 0  | 0  | 0    |
| Halcones     | 0    | 0  | 0  | 0  | 0  | 0  | 0  | 0    |
| Jaguares     | 0    | 0  | 0  | 0  | 0  | 0  | 0  | 0    |
| Morelos      | 0    | 0  | 0  | 0  | 0  | 0  | 0  | 0    |
| San José     | 0    | 0  | 0  | 0  | 0  | 0  | 0  | 0    |
| Chapulineros | 0    | 0  | 0  | 0  | 0  | 0  | 0  | 0    |

### Grupo B
Los partidos de este grupo se disputaran en Los Cabos en el estadio Don Koll.
| Equipo            | Pts. | PJ | PG | PE | PP | GF | GC | Dif. |
| ----------------- | ---- | -- | -- | -- | -- | -- | -- | ---- |
| Acaxees           | 0    | 0  | 0  | 0  | 0  | 0  | 0  | 0    |
| Atlético Ensenada | 0    | 0  | 0  | 0  | 0  | 0  | 0  | 0    |
| Atlético Jalisco  | 0    | 0  | 0  | 0  | 0  | 0  | 0  | 0    |
| Lobos Zacatepec   | 0    | 0  | 0  | 0  | 0  | 0  | 0  | 0    |
| Los Cabos         | 0    | 0  | 0  | 0  | 0  | 0  | 0  | 0    |
| Atlético Veracruz | 0    | 0  | 0  | 0  | 0  | 0  | 0  | 0    |

### Grupo C
Los partidos de este grupo se disputaran en la Ciudad de México en el Estadio Azul
| Equipo              | Pts. | PJ | PG | PE | PP | GF | GC | Dif. |
| ------------------- | ---- | -- | -- | -- | -- | -- | -- | ---- |
| Acapulco            | 0    | 0  | 0  | 0  | 0  | 0  | 0  | 0    |
| Atlético Capitalino | 0    | 0  | 0  | 0  | 0  | 0  | 0  | 0    |
| Industriales        | 0    | 0  | 0  | 0  | 0  | 0  | 0  | 0    |
| Leones Dorados      | 0    | 0  | 0  | 0  | 0  | 0  | 0  | 0    |
| Neza                | 0    | 0  | 0  | 0  | 0  | 0  | 0  | 0    |
| Tiburón CVF         | 0    | 0  | 0  | 0  | 0  | 0  | 0  | 0    |

- Datos: Q98381034